# Emilio Aragón Álvarez
Emilio Tomás Aragón Álvarez (l'Havana, 1959), conegut com Emilio Aragón, és un actor, humorista, músic, director de cinema, compositor i empresari audiovisual espanyol. Pertany a una família amb una llarga tradició artística que va iniciar el seu besavi al segle xix com a pallasso. Emilio va créixer en un ambient creatiu i internacional, que va influir en la seva trajectòria professional. Ha destacat en televisió com a actor i presentador, i en el cinema com a director i productor, amb obres com Pájaros de papel (2010). També ha treballat en música, col·laborant amb artistes com Plácido Domingo, i ha rebut diversos premis, incloent-hi Antenes d’Or, Premis Ondas, Fotogramas de Plata i TP d’Or. Des del 2006, és president de la cadena La Sexta. A més, participa en fundacions dedicades a la cultura, la música i la inclusió social.

## Sèries de televisió
- El Gran Circo de TVE (1977-1981): actor (com a Milikito).
- Ni en vivo ni en directo (1983-1984): presentador i actor als esquetxos d'aquesta sèrie d'humor.
- Médico de familia (1995-1999): actor (com a Dr. Nacho Martín).
- Javier ya no vive solo (2002-2003): actor (com a Javier), productor executiu.
- Casi perfectos (2004-2005): actor (com a Andrés), productor executiu.

## Pel·lícules
- Policía: dirigida per Álvaro Sáenz de Heredia i protagonitzada amb Ana Obregón.
- Pájaros de papel (2010) (com a director)

## Presentador de televisió
- Ni en vivo, ni en directo.
- Saque Bola (1989), amb José María Fraguas (Canal Sur).
- VIP (1990) (Telecinco).
- VIP Noche (1990-1992) (Telecinco).
- VIP Guay (1990-1991) (Telecinco).
- Noche, noche (1993) (Antena 3).
- El Gran Juego de la Oca (1993-1994) (Antena 3).
- El Club de la Comedia (2002-2003) (Antena 3).
- Los irrepetibles de Amstel (2006-2007) (La Sexta).

## Discografia
- Gaby, Miliki, Fofito y Milikito, "Había una vez un disco" (1977)
- Gaby, Miliki, Fofito y Milikito, "Cómo me pica la nariz" (1979)
- Gaby, Miliki, Fofito y Milikito, "Cantando, siempre cantando" (1980)
- "Te huelen los pies" (1991)
- "Eso es así" (1992)
- "Atrapado" (1993)
- "El soldadito de plomo": conte musical (2004).
- "El soldadet de plom" (versió en català) (2005).
- "Bach to Cuba" (2006)

## Doblatge
- "Stuart Little" i "Stuart Little 2": va posar la veu de Stuart a la versió espanyola (a la versió original, la veu era de Michael J. Fox).

## Altres
- Va compondre la música del ballet "Blancanieves" i va dirigir l'orquestra.
- Va compondre la música de la sèrie de dibuixos animats "Esquimales en el caribe".
- Va compondre la música de la sèrie de dibuixos animats "La aldea del arce".
- Va compondre i va interpretar la sintonia de la sèrie de televisió "7 Vidas".

## Premis i nominacions

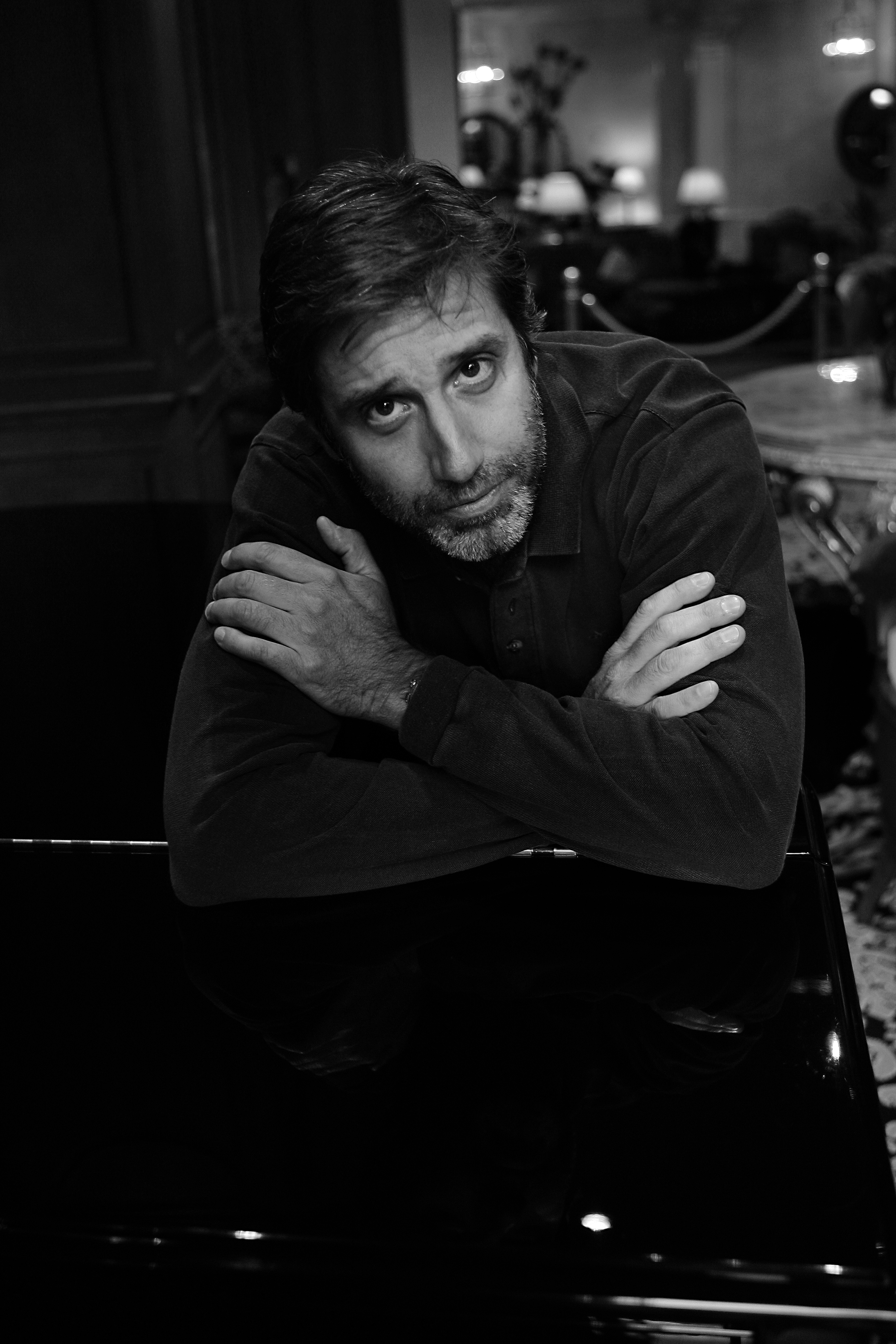
Emilio Aragón (2005).

### Antena d'Or
| Any  | Categoria | Programa  |
| ---- | --------- | --------- |
| 1991 | Televisió | VIP Noche |

### Fotogramas de Plata
| Any  | Categoria          | Programa          | Resultat |
| ---- | ------------------ | ----------------- | -------- |
| 1997 | Millor Actor de TV | Médico de familia | Nominat  |
| 1996 | Millor Actor de TV | Médico de familia | Nominat  |
| 1995 | Millor Actor de TV | Médico de familia | Nominat  |

### Premis Ondas
| Any  | Categoria              | Programa          |
| ---- | ---------------------- | ----------------- |
| 1991 | Nacionals de Televisió | VIP Noche         |
| 1996 | Nacionals de Televisió | Médico de familia |

### TP d'Or
| Any  | Categoria          | Programa                               | Resultat  |
| ---- | ------------------ | -------------------------------------- | --------- |
| 1999 | Millor Actor       | Médico de familia                      | Nominat   |
| 1998 | Millor Actor       | Médico de familia                      | Nominat   |
| 1997 | Millor Actor       | Médico de familia                      | Guanyador |
| 1996 | Millor Actor       | Médico de familia                      | Guanyador |
| 1995 | Millor Actor       | Médico de familia                      | Guanyador |
| 1993 | Millor Presentador | El Gran Juego de la Oca i Noche, noche | Guanyador |
| 1991 | Millor Presentador | VIP Noche i VIP Guay                   | Guanyador |
| 1990 | Millor Presentador | VIP Noche i VIP Guay                   | Guanyador |